# Money, Power & Respect
Money, Power & Respect è l'album d'esordio del gruppo hip hop statunitense The LOX, pubblicato il 13 gennaio 1998 sotto l'etichetta Bad Boy Records.
| Recensione           | Giudizio |
| -------------------- | -------- |
| AllMusic             | [ 1 ]    |
| Entertainment Weekly | A-       |
| RapReviews.com       | [ 5 ]    |

## Tracce
1. Yonkers Tale (intro) (1:45)
2. Livin' the Life (3:36)
3. If You Think I'm Jiggy (4:40)
4. The Interview, Pt. 1 (0:39)
5. Money, Power & Respect (feat. DMX, Lil' Kim) (4:35)
6. Get This $ (feat. Puff Daddy) (3:58)
7. Let's Start Rap Over  (4:28)
8. Mad Rapper (interlude)  (1:15)
9. I Wanna Thank You (feat. Kelly Price) (4:02)
10. Goin' Be Some Shit (4:20)
11. The Heist, Pt. 1 (2:51)
12. Not to Be Fucked With (4:23)
13. The Set-Up (interlude) (0:48)
14. Bitches from Eastwick (4:13)
15. Can't Stop, Won't Stop (feat. Puff Daddy) (3:38)
16. All for the Love (3:33)
17. So Right (feat. Kelly Price) (3:30)
18. The Snitch (interlude) (1:31)
19. Everybody Wanna Rat (4:17)
20. The Interview, Pt. 2 (0:14)
21. We'll Always Love Big Poppa (5:00)

## Riconoscimenti
Album:
| Anno | Classifica          | Posizione |
| ---- | ------------------- | --------- |
| 1998 | Heatseekers         | 43        |
| 1998 | Top Canadian Albums | 11        |
| 1998 | The Billboard 200   | 3         |
| 1998 | R&B Albums          | 1         |

Singoli:
| Anno | Titolo                 | Classifica                         | Posizione |
| ---- | ---------------------- | ---------------------------------- | --------- |
| 1998 | Money, Power & Respect | Rhythmic Top 40                    | 36        |
| 1998 | If You Think I'm Jiggy | The Billboard Hot 100              | 30        |
| 1998 | If You Think I'm Jiggy | Hot R&B/Hip-Hop Singles & Tracks   | 21        |
| 1998 | Money, Power & Respect | The Billboard Hot 100              | 17        |
| 1998 | If You Think I'm Jiggy | Hot Rap Singles                    | 9         |
| 1998 | Money, Power & Respect | Hot R&B/Hip-Hop Singles & Tracks   | 8         |
| 1998 | Money, Power & Respect | Hot Dance Music/Maxi-Singles Sales | 3         |
| 1998 | Money, Power & Respect | Hot Rap Singles                    | 1         |

## Crediti
1. Charles "Prince Charles" Alexander				Mixaggio
2. Deric "D-Dot" Angelettie					Produttore, Compositore, Produttore esecutivo
3. Carmine Appice							Compositore
4. Camilo Argumedes						Assistente tecnico del suono
5. Carlos "6 July" Broady						Compositore, Produttore
6. Bob Brockman							Mixaggio
7. Rob Carter							Produttore
8. Michael Claxton						Compositore
9. Sean "Puffy" Combs						Produttore, Compositore, Produttore esecutivo
10. Lane Craven							Mixaggio
11. Dame Grease	 						Produttore, Tastierista
12. K. Dean							Compositore
13. Stephen Dent							Tecnico del suono, Mixaggio
14. DMX								Contributore, Artista in una collaborazione
15. John Eaton							Tecnico del suono
16. A. Fields							Compositore
17. Richard "Younglord" Frierson					Compositore
18. Jay Garfield							Produttore
19. Rasheed Goodlowe						Tecnico del suono
20. J. Harris							Compositore
21. Terri Haskins							Direttore artistico
22. Daniel Hastings						Fotografia
23. Isaac Hayes							Compositore
24. O'Kelly Isley							Compositore
25. G. Jackson							Compositore
26. Stephen Jacobs							Compositore
27. Cheryl Jacobsen						Membro del gruppo
28. Jadakiss							Membro dei L.O.X. , Rapper
29. Steve Jones							Assistente tecnico del suono, tecnico del suono
30. S. Jordan							Compositore
31. Ron "Amen-Ra" Lawrence						Produttore
32. Jimmie Lee							Tecnico del suono
33. Groovy Lew							Contributo sconosciuto
34. T. Lewis							Compositore
35. Lil' Kim							Contributore, Artista in una collaborazione
36. The LOX	        					Artista principale, Produttore
37. Gregg Mann							Tecnico del suono
38. Tony Maserati							Tecnico del suono, Mixaggio
39. MC Lyte							Compositore
40. Damaris Mercado						Design
41. John Meredith	 						Tecnico del suono, Contributo sconosciuto
42. Lynn Montrose							Assistente tecnico del suono
43. Nasheim Myrick							Produttore, Compositore
44. Michael Patterson						Tecnico del suono, Mixaggio
45. Pent P.K.							Produttore
46. J.C. Phillips							Compositore
47. Jayson Phillips	 					Compositore, Membro del gruppo
48. Herb Powers							Mastering
49. Kelly Price							Contributore, Artista in una collaborazione
50. Puff Daddy							Contributore, Artista in una collaborazione
51. Jimmy Radcliffe						Compositore
52. B.J. Scott							Compositore
53. Sheek Louch							Membro dei L.O.X. , Rapper
54. Earl Simmons							Compositore
55. J. Smith							Compositore
56. Styles P							Membro dei L.O.X. , Rapper
57. Danny Styles							Compositore
58. David Styles							Compositore, Group Member
59. Swizz Beatz							Produttore
60. Carl Thomas							Contributore, Artista in una collaborazione
61. C. Thompson							Compositore
62. Chucky Thompson						Produttore, Voci di sottofondo
63. Barry White							Grooming
64. Rob Williams							Tecnico del suono
65. Doug Wilson							Tecnico del suono
66. Young Lord							Produttore